# Seifriedsburg
Seifriedsburg ist ein Gemeindeteil der Stadt Gemünden am Main im unterfränkischen Landkreis Main-Spessart in Bayern.

## Geographie
Das Kirchdorf liegt an der Staatsstraße 2434 zwischen Schönau und Aschenroth auf 286 m ü. NHN. Im Jahre 1818 bildeten Seifriedsburg mit den Weilern Schönau und Reichenbuch eine selbstständige Gemeinde, die am 1. Juli 1971 nach Gemünden am Main eingegliedert wurde.